# Gudvangen

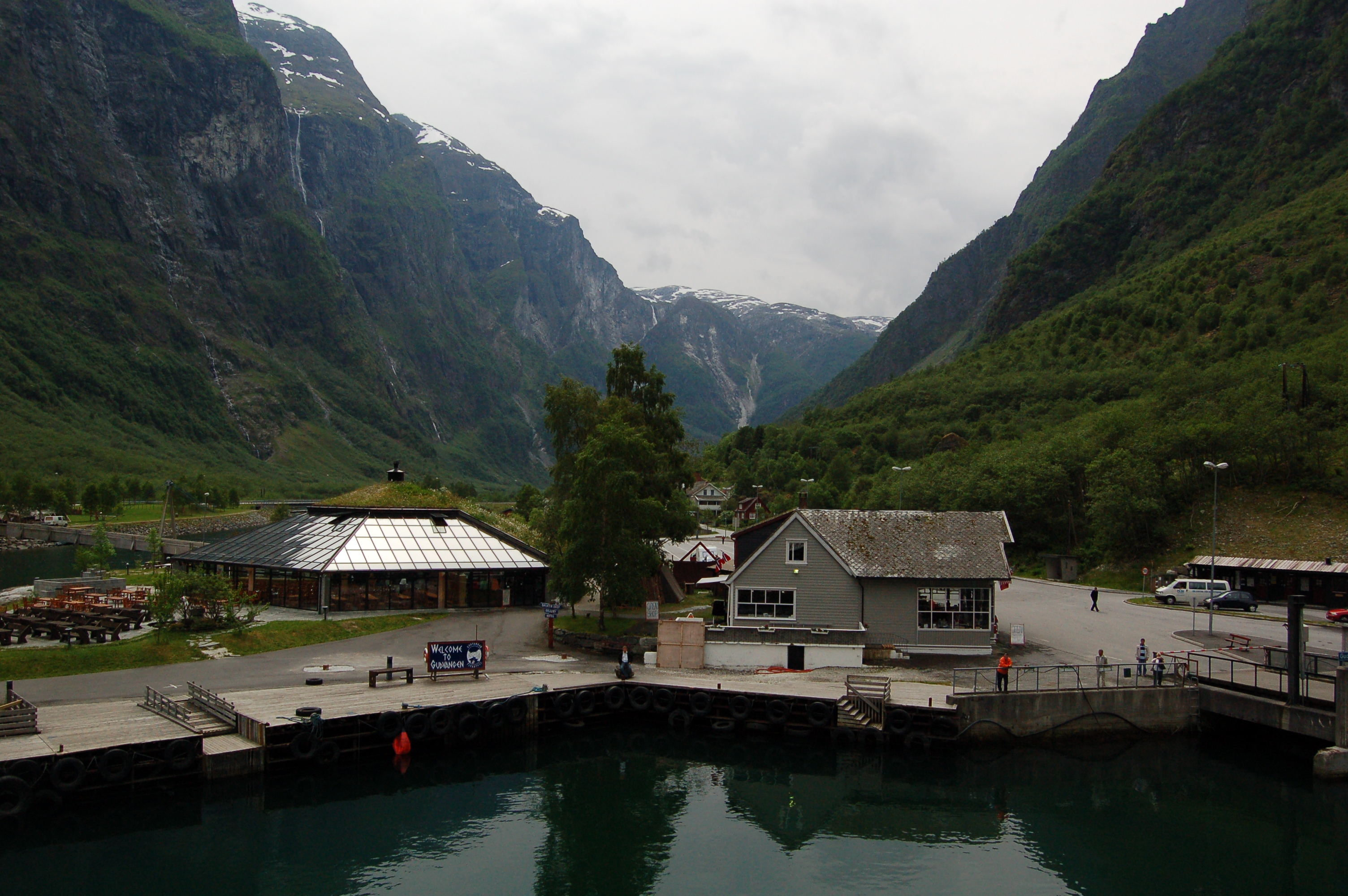
Gudvangen, a localidade situada no sopé de um vale

Gudvangen é um vilarejo da Noruega, localizado no condado de Sogn og Fjordane, no final do fiorde de Nærøy. 
Sua população é de 70 habitantes, na maioria idosos. Entretanto, a cidade possui sua própria escola e creche em Skjerping.

## Economia
A extração de ardósia e a criação de animais são as únicas atividades econômicas do local. A ardósia é utilizada pela indústria de cozinha Arctic Design. 
Existe ainda em Gudvangen um único posto de gasolina, que serve ainda de supermercado e agência de correios.
O local ainda possui dois hotéis e três locais de camping.